# Гречкина, Ольга Владимировна
О́льга Влади́мировна Гре́чкина (род. 20 сентября 1958, Челябинск, Челябинская область, СССР) —  российский учёный, доктор юридических наук (2011), профессор (2013). Член-корреспондент Евразийской академии административных наук, член Ассоциации юристов России, член правления Национальной ассоциации административистов России. Член редакционных советов двух входящих в перечень ВАК журналов: научно-практического «Вестник Уральского института экономики, управления и права» и научно-теоретического «Философия социальных коммуникаций».

## Биография
Родилась 20 сентября 1958 года в Челябинске. Поступила в Челябинский политехнический институт, который окончила в 1981 году с присвоением квалификации «инженер-механик», после чего в 1985—1994 годах работала заведующей отделом ЗАГС Калининского района г. Челябинска. С 1994 по 2002 год работала помощником Челябинского транспортного прокурора, для чего потребовалось юридическое образование, которое она получила на факультете экономики и права ЮУрГУ (специальность «Юриспруденция») в 1996 году.
В 2004 году в ЮУрГУ защитила кандидатскую диссертацию на тему «Административное производство по делам о нарушении таможенных правил» (науч. руководитель — д.ю.н., проф. В. И. Майоров; специальность 12.00.14 «Административное право, финансовое право, информационное право»).
С 2001 по 2015 год работала на юридическом факультете ЮУрГУ, с 2010 года — заведующая кафедрой конституционного и административного права. Работала на кафедре административного права Курганского филиала негосударственного учреждения высшего образования «Уральский институт экономики, управления и права».
До ноября 2015 года была представителем Законодательного собрания Челябинской области в квалификационной комиссии при адвокатской палате Челябинской области, полномочия были досрочно прекращены в связи со сменой места жительства.
В 2011 году в Российской правовой академии Министерства юстиции Российской Федерации защитила докторскую диссертацию на тему «Административная юрисдикция таможенных органов Российской Федерации: теоретико-прикладное исследование» (науч. консультант — д.ю.н., проф. В. И. Майоров; специальность 12.00.14 «Административное право, финансовое право, информационное право»).
С 2013 года — профессор.
Работала на кафедре административного и таможенного права юридического факультета Российской таможенной академии.
По состоянию на 2018 год работает заведующей кафедрой административного права и процесса юридического факультета им. М. М. Сперанского Института права и национальной безопасности РАНХиГС (г. Москва).

## Научная деятельность
Была членом научно-экспертного совета при Аналитическом управлении Аппарата Государственной Думы Федерального собрания РФ, членом рабочей группы Экспертного совета по таможенному регулированию при Комитете Государственной Думы РФ по бюджету и налогам, членом рабочей группы по разработке проекта Кодекса об административной ответственности в части таможенных правонарушений.
Один из авторов научно-практического комментария КоАП (глава 16).
Автор более 130 научных публикаций. Индекс Хирша — 9. Подготовила 12 кандидатов юридических наук.
Награждена почетной грамотой Министерства и науки Российской Федерации (2013), медалью Федеральной палаты адвокатов «За заслуги в защите прав и свобод граждан» II степени (2013).
Публикации в журналах из списка журналов ВАК:
- Гречкина О. В. О соотношении взаимосвязи форм таможенного контроля и мер административно-правового принуждения // Вестник Южно-Уральского государственного университета . 2009. № 19. С. 104—107. (0,3 п.л.).
- Гречкина О. В. К вопросу о понятии административной юрисдикции // Российская юстиция. 2010. № 3. С. 50-51 (0,1 п.л.).
- Майоров В. И., Гречкина О. В. Институт лицензирования в сфере высшего образования // Административное право и процесс. 2012. № 10. С. 14-17 (0,3 п.л.).
- Гречкина О. В. История развития административной юрисдикции таможенных органов России // Вестник Южно-Уральского государственного университета. 2012. Выпуск 29. № 7. С. 91-95 (0,3 п.л.).
- Гречкина О. В. 55-летие профессора Александра Сергеевича Дугенца // Административное право и процесс. 2013. № 9. (0,3 п.л.).
- Гречкина О. В. Нормотворчество таможенных органов в сфере административной юрисдикции на современном этапе // Вестник Южно-Уральского государственного университета. 2013. № 4. Вып. 13. (0,4 п.л.).
- Гречкина О. В. Тенденции законодательного подхода к контрабанде товаров // Криминологический журнал. 2013. № 4. (0,4 п.л.).
- Гречкина О. В. Административная судебная юрисдикция: современное состояние и перспективы развития // Вестник Саратовской государственной юридической академии. 2014. № 4. С. 24-28. (0.3 п.л.).
- Гречкина О. В. Рецензия на диссертацию Яркового Сергея Владимировича «Контроль арбитражного суда за законностью действий (бездействия) органов публичной администрации и её должностных лиц» // Административное право и процесс. 2014. № 2. С. 8384. (0.3 п.л.).
- Гречкина О. В. Процессуальный статус представителя в исполнительном производстве // Административное право и процесс. 2014. № 9. (0,35 п.л.).
- Гречкина О. В. Специфика системы административной юрисдикции таможенных органов Российской Федерации // European Social Science Journal. 2014. Т. 2 № 1(40). С. 500—502. (0,53).
- Гречкина О. В., Ахмед Х. Н. Правовая природа доказательств в делах об обжаловании решений в административном порядке и в налоговых спорах: законодательство Республики Ирак // Вестник Южно-Уральского государственного университета. Серия «Право». 2014. Том 14. № 3. С. 71-75 (0.3 п.л.).
- Гречкина О. В., Рубанова Н. А. О правовой природе мер административного принуждения за нарушение лицензионных требований в образовательной деятельности: точка зрения // Мир науки, культуры, образования. 2014. № 3 (46). С. 392—396. (0,6 п.л.).